# Saint-Quentin-sur-Coole
Saint-Quentin-sur-Coole és un municipi francès del departament del Marne, a la regió del Gran Est. Durant la Revolució Francesa, el municipi s'anomenava Égalité-sur-Coole i també Hautcoole

## Història
Lloc d'hàbit merovingi.

## Demografia
- 1962 - 49 h
- 1975 - 55 h
- 1990 - 66 h
- 1999 - 59 h.

## Agricultura
Ramaderia: Bovina i porcina

## Patrimoni i turisme
- Cementiri merovingi.
- Castell de Vaugency.
- Església del segle xvi, amb vitralls del mateix segle.
- Vall del Coole.